# Dupuș
Dupuș [ˈdupuʃ] (veraltet Dupușul; deutsch Tobsdorf, ungarisch Táblás) ist ein Dorf im Kreis Sibiu in der Region Siebenbürgen in Rumänien. Es ist Teil der Gemeinde Ațel (Hetzeldorf).
Der Ort ist auch bekannt unter den rumänischen Bezeichnungen Dupușdorf und Dupăsdorf, den deutschen Tobesdorf, Toppesdorf, Tobiasdorf, Toblasdorf und Dupesdorf, den ungarischen Tóbiás und Tabiás, und im siebenbürgisch-sächsischen Dialekt heißt er Toppesterf.

## Geographische Lage

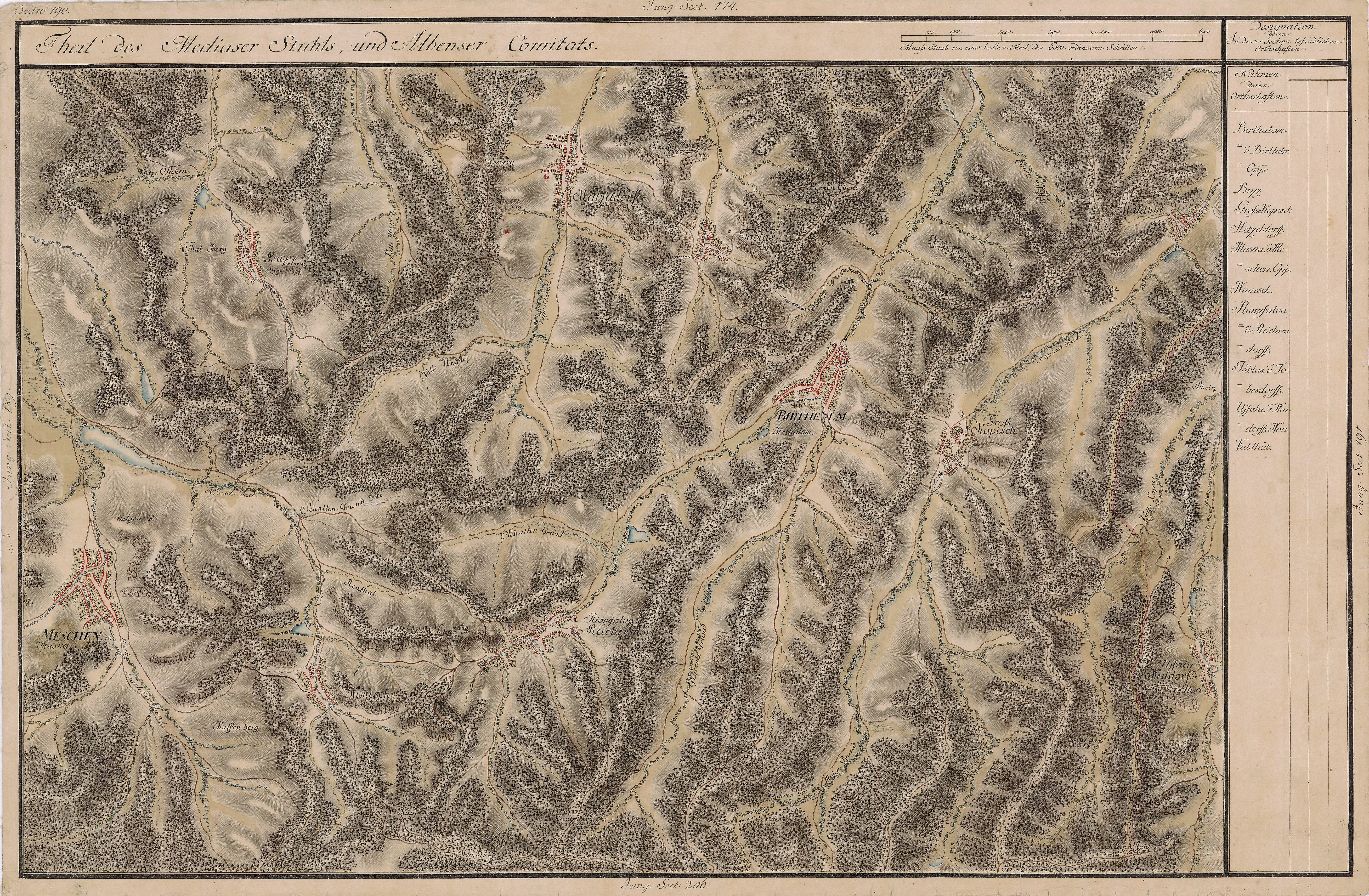
Dupuș (Tablas), in der Josephinischen Landaufnahme von 1769 bis 1773.

Im Norden des Hermannstädter Kreises befindet sich das Dorf am Tobsdorfer Bach (Râul Dupuș), vier Kilometer südlich des Drum național 14, in einem linken Seitental der Târnava Mare (Große Kokel). Tobsdorf liegt etwa sieben Kilometer östlich (2 km Luftlinie) des Gemeindesitzes, etwa 14 Kilometer östlich der Stadt Mediaș (Mediasch); die Kreishauptstadt Sibiu (Hermannstadt) befindet sich etwa 70 Kilometer südwestlich entfernt.

## Geschichte
Der Ort wurde im Jahr 1267 als Thobiasfolua erstmals erwähnt. Funde von Keramik auf dem Areal des Ortes deuten nach Berichten von B. Pósta und M. Roska auf eine bis in die Kupfersteinzeit zurückreichende Besiedlung hin. Andere Funde aus der Bronzezeit und Römerzeit befinden sich in Museen von Sighișoara (Schässburg), Hermannstadt und Budapest.
1556 bis 1559 wirkte Christian Schesaeus als Landpfarrer in Tobsdorf und verfasste zu dieser Zeit sein episches Gedicht Ruinae pannonicae.
Die Hauptbeschäftigung der Bevölkerung sind die Landwirtschaft und die Viehzucht.

## Bevölkerung
Die Bevölkerung des Dorfes entwickelte sich wie folgt:
| 1850 | 549 | 169 | – | 363 | 17 |
| 1900 | 494 | 133 | 3 | 358 | –  |
| 1941 | 602 | 149 | 3 | 450 | –  |
| 1977 | 479 | 150 | 1 | 324 | 4  |
| 1992 | 250 | 196 | 5 | 48  | 1  |
| 2002 | 231 | 193 | 3 | 32  | 3  |

Die höchste Einwohnerzahl in Tobsdorf wurde 1941 ermittelt, die der Rumänen 1992, der Rumäniendeutschen 1941, der Ungarn (7) 1930 und die der Roma (17) 1850. Des Weiteren wurde im Ort 1992 ein Slowake registriert.

## Sehenswürdigkeiten
- Die Kirchenburg mit der 1500–1524 vom Schäßburger Maurermeister Stephanus Ungar vollendeten Wehrkirche,[6] welche dem Schutzpatron des Dorfes St. Tobias gewidmet ist, der gleichzeitig Namensgeber des Ortes wurde, steht unter Denkmalschutz.[7] Der 1725 eingestürzte Glockenturm wurde 1902 durch einen kleineren Glockenträger ersetzt. Die mittlere der drei Glocken wurde 1491 gegossen. Als einziger Zugang zum Wehrgeschoß der Saalkirche dient im Nordwest-Eck ein angebautes Türmchen mit Wendeltreppe. Die sieben Meter hohen Mauern der Kirchenburg wurden 1901 abgetragen. Der Tobsdorfer Altar, ein Flügelaltar mit Bildern der Festtag-[8] und Werktagsseite,[9] 1720 von Pfarrer Johannes Welther aus Maldorf (Viișoara, Kreis Mureș) gestiftet und in ursprünglicher Form erhalten, wurde 1999 in die Margarethenkirche nach Mediasch gebracht, um ihn vor Kunstraub und Zerstörung zu bewahren. Dass die Jahreszahl 1522 in einem Altarbild auch das Baujahr ist, ist nicht belegt.[10] Da seit 1991 keine Gottesdienste in der Kirche stattfinden, war die 1731[11] gebaute Kirchenorgel[12] vom Verfall bedroht und wurde im November 2020 ebenfalls in die Mediascher Margarethenkirche gebracht.[13][14]